# Тейлор Рітцель
Тейлор Рітцель  (англ. Taylor Ritzel, 4 вересня 1988) — американська веслувальниця, олімпійська чемпіонка.

## Виступи на Олімпіадах
| Олімпіада   | Дисципліна                     | Місце |
| ----------- | ------------------------------ | ----- |
| Лондон 2012 | вісімка розстібна зі стерновим | 1     |

## Зовнішні посилання
- Досьє на sport.references.com

1. ↑  Taylor Ritzel